# 卢嵩高
盧嵩高（1874年—1962年），回族，河南周口人。

## 生平
盧嵩高是河南心意六合拳七世傳人，袁鳯儀門下「周口三傑」（一說四傑）之一，為袁鳯儀較年幼弟子，盧生性暴躁，悟性極高，以手法多變、毒辣著稱。
盧嵩高早年以保鏢為業，曾经在湖北武漢為回族的鐵氏父子解決綠林纠纷，與對方大打出手，盧與鐵氏父子等三人用心意六合拳的獨門兵器“盤龍棍”（兩節棍），以猛烈的攻勢把手執兵械的數十名團俠打退，死傷多人。
盧中年放棄保鏢生涯，定居上海，開始傳授心意六合拳。當時上海灘流氓橫行，經常有人踢場。盧均以高超武功將其制服，但也得罪了不少流氓。有一次，一个被打的流氓向大流氓頭子黃金榮顯告状，欲求其幫助報復。黃金榮在法租界的四馬路茶館設「鴻門宴」，邀请盧嵩高前往，當時在坐的有上海某警察局的一個局長，出言諷刺，“是你的拳快，還是我的槍快”？盧說：“可以試試。”於是相距五米，由黃金榮叫口令，相約以“三”字為准，同時動作。黃“三”字剛一出口，盧即以“過步箭穿”突然樸向對方。對方尚未摳動扳機，手槍已被盧繳下。黃金榮因此非常賞識盧的武功，邀請盧加入青幫。盧不願參加任何組織，黃無奈之下，只得送盧回家，并規定門下不得與盧為敵。
晚年時，盧的功夫已達化境，“其內氣在皮肉間竄動，他手上的皮膚可以象皮筋一樣拉開一尺來長，放手便又彈了回去”。這種被稱為“馬竄皮”的功夫是拳術達於化境的標誌。
盧在上海早年傳授心意拳門徒均為回族，後來由於生活所迫，更由於漢族弟子解興邦的誠摯所打動，於是破除積習，外傳漢族。不過得其真傳者，依然以回族居多。解興邦、于化龍是上海最具代表的嫡傳弟子。盧於六十年代初逝世於上海。